# Yakiv Zheleznyak
Yakiv Zheleznyak (né le 10 avril 1941 à Odessa) est un tireur sportif soviétique (ukrainien), champion olympique sur cible mouvante à Munich en 1972.